# 20 av. J.-C.
Cette page concerne l'année 20 av. J.-C. du calendrier julien.

## Événements
- Visite d’Auguste en Syrie ; il ôte la liberté aux villes de Cyzique, Tyr et Sidon pour leurs séditions ; Archélaos de Cappadoce obtient une partie de la Cilicie et l’Arménie mineure ou Sophène ; Mithridate est investi du royaume de Commagène[1].
- Un pacte d'amitié est signé entre Rome et les Parthes[1].
  - Tiridate II, à la tête d’un complot contre le roi des Parthes Phraatès IV, le chasse du pays. Phraatès IV demande l’appui des Scythes qui le rétablissent sur son trône. Tiridate se réfugie en Syrie, chez les Romains, en amenant avec lui le jeune fils de Phraatès IV. Auguste, alors à Antioche, traite avec Phraatès. Il refuse de livrer Tiridate, mais lui renvoie son fils et conclut la paix en échange de la restitution des étendards pris à Marc Antoine en 36 av. J.-C. et à Crassus à Carrhes en 53 av. J.-C. et du retour des prisonniers survivants. Des relations cordiales s’établissent entre les Romains et les Parthes.
- Auguste envoie Tibère avec une armée  en Arménie, qui rétablit Tigrane III[2].

- Mort de Zénodore, prince d’Iturée. L’empereur confirme à Hérode Ier le Grand la possession du plateau du Golan et des sources du Jourdain[3] et confie à Phéroras, frère cadet d’Hérode, la tétrarchie de Pérée[4].
  - En Judée, la pression fiscale, augmentée par les cadeaux à verser aux Romains et les grands travaux d’Hérode, augmente à la limite du supportable (900 talents pour de un à 1,5 million d’habitants). Pour éviter les révoltes, Hérode allège les impôts d’un tiers en 20 av. J.-C. et d’un quart en 14 av. J.-C.[5].
- Auguste passe l'hiver à Samos ; il reçoit une seconde ambassade indienne : l'un des ambassadeurs, Zarmare se brûle à Athènes[1].
- Date probable du premier mariage de Tibère avec Vipsania (19 ou 20 av. J.-C.)[6].

## Naissances en 20 av. J.-C.
- Caius Julius Caesar Vipsanianus, fils de Marcus Vipsanius Agrippa et de sa troisième femme Julia, fille de l'empereur Auguste.

## Décès
- Amanishakhéto, candace de Nubie.